# Wolfgang Erhardt
Wolfgang Erhardt (* 14. März 1907 in Rostock; † 1984) war ein deutscher Kapitän zur See der Bundesmarine.

## Leben
Wolfgang Erhardt trat nach dem Abitur 1927 in die Reichsmarine ein. Für 3 Monate diente er zur Ausbildung auf der Niobe. Es folgte sein Einsatz auf der Horst Wessel. Am 1. Oktober 1931 zum Leutnant zur See befördert, war er im gleichen Jahr auf der Kondor in der 4. Torpedobootshalbflottille. Als Wach- und Toppoffizier diente er um 1936 auf der Gorch Fock und als Erster Offizier auf der Adalbert Leo Schlageter. Am 1. Oktober 1936 wurde er Kapitänleutnant.
Von Dezember 1939 bis April 1941 war er Kommandant des Torpedobootes T 7 bei der 2. Torpedoboot-Flottille. Anschließend war er mit der Indienststellung des Hilfskreuzers bis März 1943 Erster Offizier auf dem Hilfskreuzer Michel. Am 1. Dezember 1941 wurde er Korvettenkapitän Anfang März 1943 erreichte die Michel Kōbe. Erhardt wurde Leiter der Marinestützpunkte in Malaya bzw. Leiter des Stützpunktes Singapur. Dies blieb er bis Kriegsende und wurde im März 1947 entlassen. Damit war er der letzte deutsche Soldat, welcher aus dem Südostraum nach Deutschland zurückkehrte. In der Zeit in Südostasien verfasste er ein Informationsbuch für die Kriegsmarine, welches als sogenanntes Penang-Buch erhalten geblieben ist. Bis Ende 1943 war er auch für den Stützpunkt in Penang verantwortlich, bevor er die Leitung an Korvettenkapitän Wilhelm Dommes abgab.
Nach der Wiederbewaffnung diente er in der Bundesmarine. Im Juli 1956 wurde die Marineunteroffizierschule in Cuxhaven aufgebaut, welche ab September 1956 in Brake stationiert war. Mit der Eröffnung der Marineunteroffizierschule war er als Fregattenkapitän Kommandeur der Schule bis Dezember 1957.
Nachdem Ende 1958 die Gorch Fock als Segelschulschiff in Dienst gestellt worden war, wurde Erhardt als Kapitän zur See erster Kommandant des Schiffes, was er bis Juni 1962 blieb. Er nahm an den ersten neun Ausbildungsfahrten des Schiffes teil. Anschließend wurde er A 3 beim neu aufgestellten Kommando der Schulschiffe und war bis Juni 1963 zugleich mit der Wahrnehmung der Geschäfte des Kommandeurs beauftragt. Bis März 1965 war er dann regulärer Kommandeur des Kommandos der Schulschiffe. Im gleichen Jahr schied er aus der Bundesmarine aus. 
Am 16. März 1965 wurde er mit dem Verdienstkreuz 1. Klasse der Bundesrepublik Deutschland ausgezeichnet.